# Proieni, Vâlcea
Proieni este un sat ce aparține orașului Brezoi din județul Vâlcea, Oltenia, România.

## Vezi și
- Biserica Toți Sfinții din Proieni

 Acest articol despre o localitate din județul Vâlcea este deocamdată un ciot. Puteți ajuta Wikipedia prin completarea lui.